# Międzynarodowy Legion Obrony Terytorialnej Ukrainy
Międzynarodowy Legion Obrony Terytorialnej Ukrainy (ukr. Міжнародний легіон територіальної оборони України lub Інтернаціональний легіон територіальної оборони України, Miżnarodnyj łehion terytorial’noji oborony Ukrajiny lub Internacionalʹnyj łehion terytorial’noji oborony Ukrajiny) – legion cudzoziemski dla ochotników założony 27 lutego 2022 przez rząd Ukrainy na zlecenie prezydenta Wołodymyra Zełenskiego w celu obrony granic państwa ukraińskiego podczas trwającej inwazji Rosji na Ukrainę. Podobne jednostki tworzone były dla cudzoziemskich ochotników od 2014 roku.

## Powstanie
Na zlecenie prezydenta Wołodymyra Zełenskiego 27 lutego została utworzona jednostka mająca na celu obronę granic Ukrainy ze wsparciem ochotników pochodzących z innych krajów. Utworzenie jednostki zostało ogłoszone w oświadczeniu o godzinie 11.00 czasu lokalnego przez ministra spraw zagranicznych Ukrainy, Dmytra Kułebę. W celu dołączenia do jednostki każdy ochotnik spełniający wymagania powinien skontaktować się z attaché wojskowym w ambasadzie Ukrainy w swoim państwie.

## Reakcje innych państw

### Australia
Premier Australii, Scott Morrison, uznał, iż jedyną radą dla Australijczyków na obecną chwilę jest rezygnacja ze wszelkich podróży do Ukrainy. Twierdzi, że odradzałby na ten moment uznanie legalności takiej działalności, biorąc pod uwagę niejasności, jakie wiążą się z ustaleniami i jednostką, którą tworzy prezydent Ukrainy.

### Czechy
Każdy obywatel Czech ma możliwość wstąpienia do Międzynarodowego Legionu Obrony Terytorialnej Ukrainy, jak i innych legionów cudzoziemskich za pozwoleniem prezydenta Czech Miloša Zemana.

### Dania
Premier Danii, Mette Frederiksen, oznajmiła, iż nie uważa, aby wstąpienie obywateli Danii do Międzynarodowego Legionu Obrony Terytorialnej było niezgodne z prawem Danii.

### Holandia
Minister obrony narodowej Holandii, Kajsa Ollongren, ogłosiła, że wstąpienie do Międzynarodowego Legionu Obrony Terytorialnej jest legalne wobec prawa Holandii. Oznajmiła również, iż dołączenie do jakiejkolwiek legii cudzoziemskiej jest nielegalne jedynie wtedy, kiedy armia, do której zgłasza się ochotnik, jest w stanie wojny z Holandią.

### Japonia
Minister spraw zagranicznych Japonii, Yoshimasa Hayashi, stwierdził, że jest świadomy, że Ambasada Ukrainy w Japonii apeluje o ochotników, którzy mieliby przyłączyć się do legionu, choć personalnie odradza wszelkich podróży na Ukrainę, niezależnie od celu podróżowania.

### Kanada
Minister spraw zagranicznych Kanady, Mélanie Joly, wyraziła wsparcie dla Ukrainy w czasie inwazji, a także uznała, iż jeśli jakikolwiek Kanadyjczyk chce walczyć w Międzynarodowym Legionie Obrony Terytorialnej Ukrainy, jest to decyzja tej osoby.

### Łotwa
Sejm Łotwy jednogłośnie zatwierdził immunitet dla łotewskich ochotników, którzy chcieliby przyłączyć się do walki po stronie ukraińskiego wojska.

### Singapur
Vivian Balakrishnan, minister spraw zagranicznych Singapuru uznał, że Singapurczycy nie mogą walczyć w armiach innych państw (mogą to robić jedynie w siłach zbrojnych Singapuru).

### Wielka Brytania
Minister spraw zagranicznych Wielkiej Brytanii, Liz Truss, stwierdziła: „Naród ukraiński walczy o wolność i demokrację – nie tylko o Ukrainę, ale także o całą Europę, bo właśnie ją kwestionuje prezydent Putin. I jeśli ludzie chcą wspierać tę walkę, absolutnie wspierałabym ich w tym”.